# قطعنامه ۱۸۸۸ شورای امنیت
قطعنامه ۱۸۸۸ شورای امنیت سازمان ملل متحد که در تاریخ ۳۰ سپتامبر ۲۰۰۹ تصویب شد، سندی بین‌المللی دربارهٔ زنان و صلح و امنیت است. این قطعنامه طی نشست ۶۱۹۵ام با ۱۵ رای موافق، ۰ مخالف و ۰ ممتنع تصویب شد.